# Inicjatywa Wydawnicza Aspekt
Inicjatywa Wydawnicza Aspekt – polskie wydawnictwo podziemne działające we Wrocławiu w latach 1983–1990.
Pierwszą publikacją Aspektu, wydaną w 1983, była książka Mity socjalizmu Leszka Nowaka. Wydawnictwo zakończyło działalność w 1990 publikacją Droga donikąd Józefa Mackiewicza. W sumie wydawnictwo opublikowało ponad 40 książek z dziedzin, takich jak historia, literatura piękna (kryminały, wspomnienia), podręczniki. Aspekt wydawał także kwartalnik literacki „Obecność” oraz drukował pisma zakładowe, plakaty i ulotki. Książki ukazywały się w nakładzie 1–2 tys. egzemplarzy, zaś łączny nakład wszystkich publikacji wyniósł około 100 tys. egzemplarzy. Działalność wydawnictwa finansowana była ze sprzedaży książek i kwartalnika „Obecność”, z dotacji od IDEE i z Funduszu Wydawnictw Niezależnych.
Założycielami i szefami wydawnictwa byli Krzysztof Hoffmann i Jacek Mulak. Z wydawnictwem współpracowało około 40 osób, m.in. Lothar Herbst, Jerzy Przystawa oraz Józef Rudziński. Aspekt prowadził archiwum własnych publikacji, a także innych wydawanych we Wrocławiu i całym kraju. Inicjatywa współpracowała blisko z Oficyną Niepokornych. W zakresie kolportażu współpracowała z różnymi strukturami podziemnymi.